# Chilbolton
Chilbolton is een civil parish in het bestuurlijke gebied Test Valley, in het Engelse graafschap Hampshire met 988 inwoners.
In 1940 werd in Chilbolton een vliegveld aangelegd voor de Royal Air Force, RAF Chilbolton. De basis werd in de Tweede Wereldoorlog gebruikt door zowel de Britse als de Amerikaanse luchtmacht. Na de oorlog werd de basis afgestoten door de luchtmacht en werd het een testterrein voor Vickers Supermarine en nadien ook voor Folland Aircraft. Dat duurde tot 1961, daarna werden bijna alle verharde gedeelten (startbanen, taxibanen enz.) opgebroken. In 1963 startte op een deel van de voormalige basis de bouw van het Chilbolton Observatory, waar atmosferisch en radio-onderzoek gebeurt.

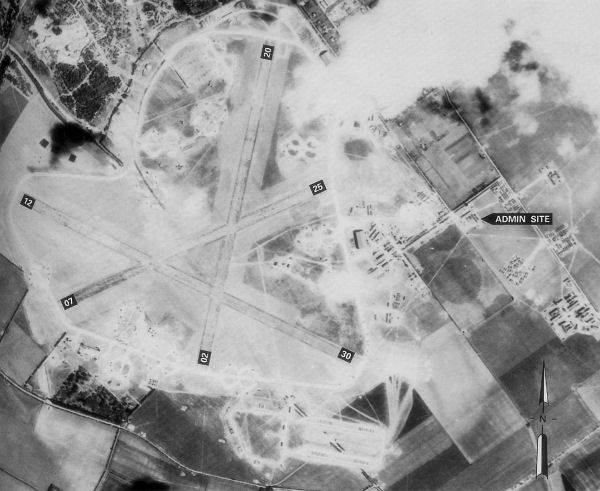
RAF Chilbolton in 1944